# Cichladusa ruficauda
El zorzal palmero colirrufo (Cichladusa ruficauda) es una especie de ave paseriforme de la familia Muscicapidae propia del oeste de África central. Se encuentra en Angola, República Centroafricana, República del Congo, República Democrática del Congo, Guinea Ecuatorial, Gabón y Namibia.
Su hábitat natural son los bosquestropicales y matorrales húmedos.